# Station Brugge-Sint-Pieters
Station Brugge-Sint-Pieters is een spoorwegstation langs spoorlijn 51 (Brugge - Blankenberge). Het ligt halverwege tussen het Brugse hoofdstation en de vertakking Blauwe Toren (→ spoorlijn 51A Brugge - Zeebrugge) in de Brugse wijk Sint-Pieters-op-den-Dijk.

## Geschiedenis
Lange tijd stond er een groot stationsgebouw. Architecten van het station Brugge-Sint-Pieters waren Denys uit Brussel en Oscar De Breuck uit Brugge. Het werd gebouwd in neorenaissancestijl tussen 1904 en 1909. Het was groots opgevat omwille van de verwachte bevolkingsaangroei als gevolg van de bouw van de nieuwe Brugse zeehaven. Echter, door de moeizame eerste havenontwikkelingen werd het station in het begin minder gebruikt dan voorzien. In 1940 was het Belgisch leger er ingekwartierd en bij de capitulatie werd het gebouw geplunderd en fel geteisterd. Het gebouw werd ten slotte gesloopt in 1957. Enkel de reizigerstunnel bleef van de sloop gespaard en wordt nog steeds gebruikt. Het is het enige tastbare overblijfsel van het grootste station dat Brugge-Sint-Pieters eens had.
Met de aanleg van een derde spoor tussen Brugge en de vertakking Dudzele, zal het station worden vernieuwd.

## Galerij

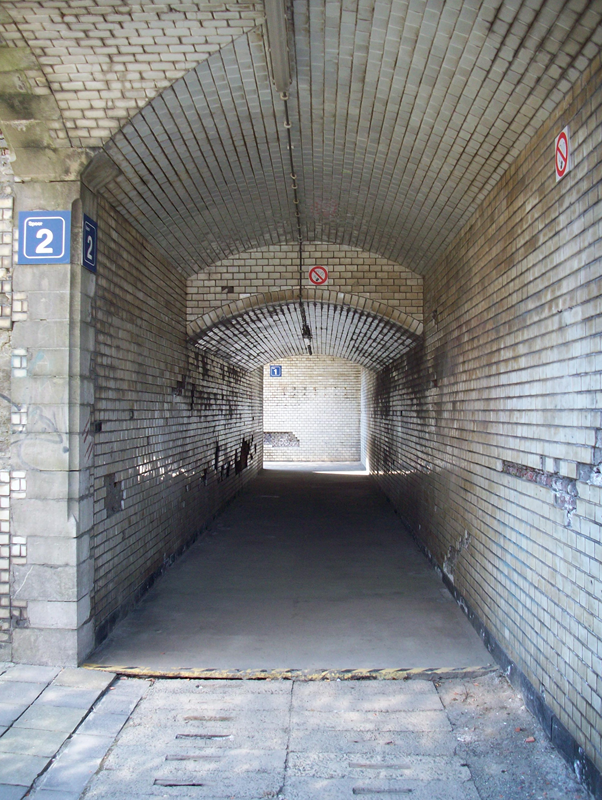
Reizigerstunnel (restant oude stationsgebouw)
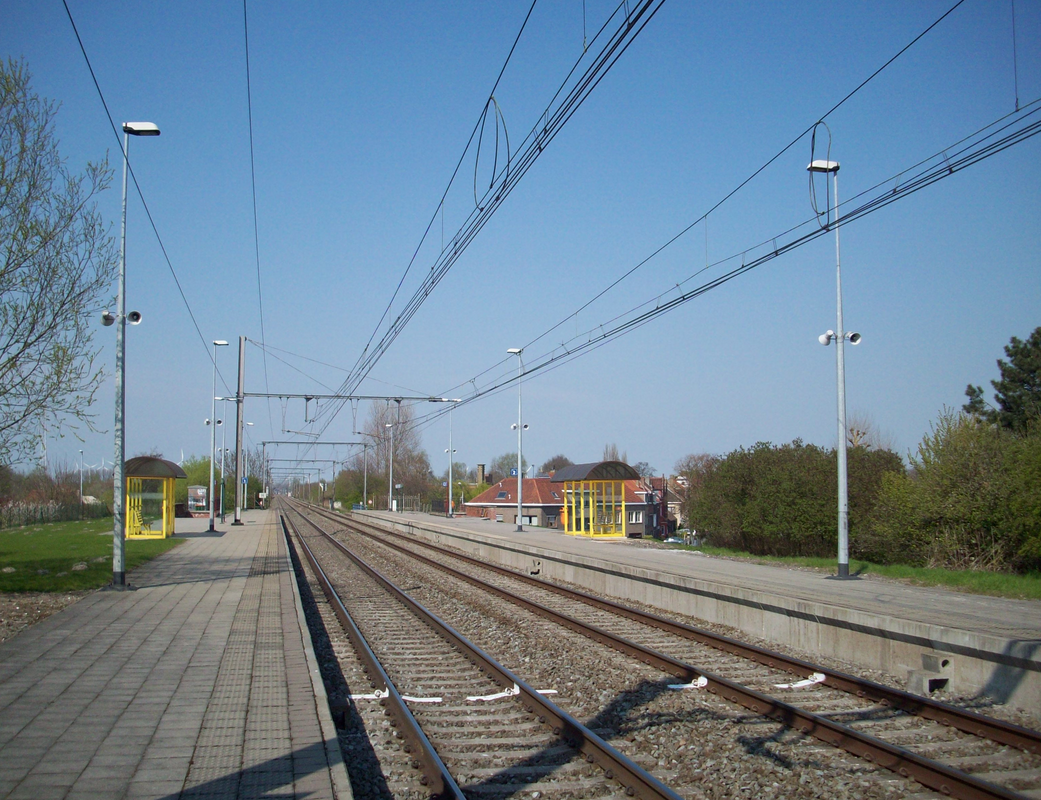
Zicht op het perron
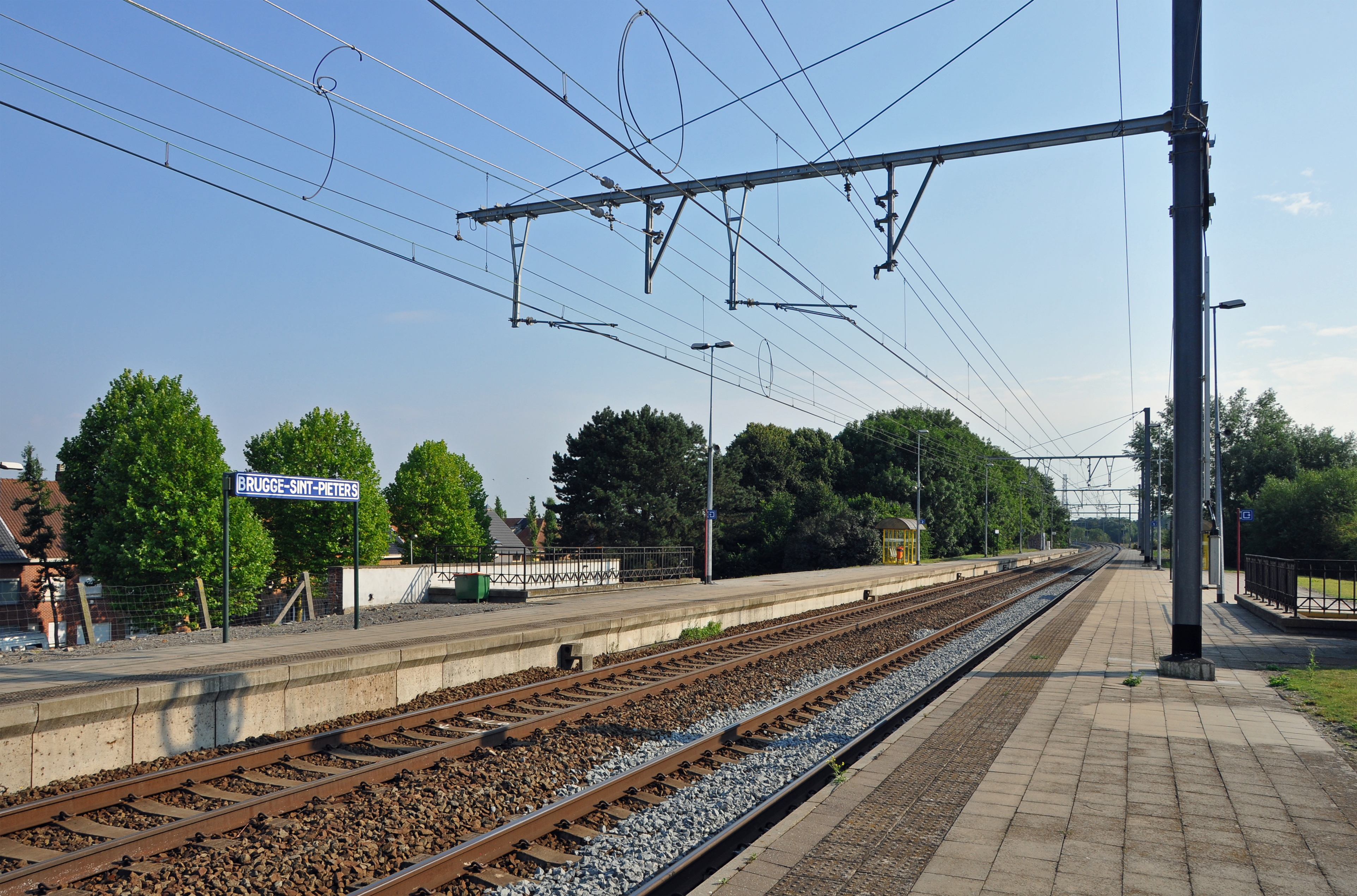
Zicht op het perron
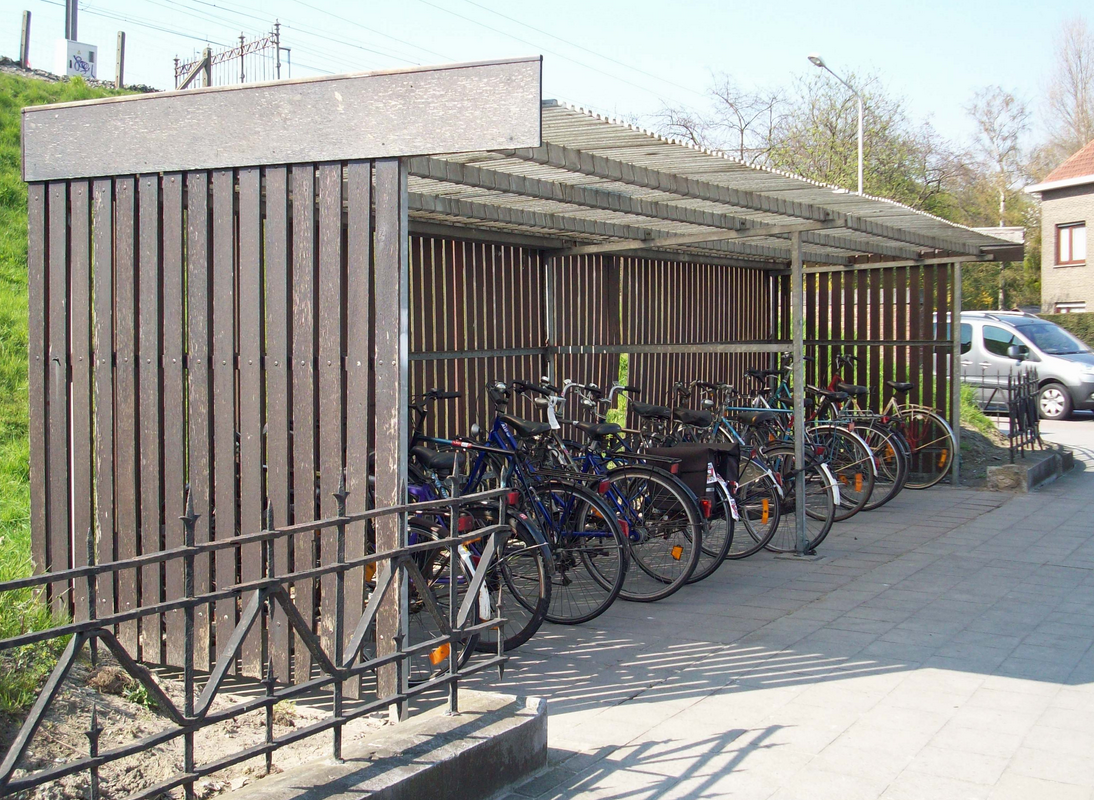
Fietsenstalling
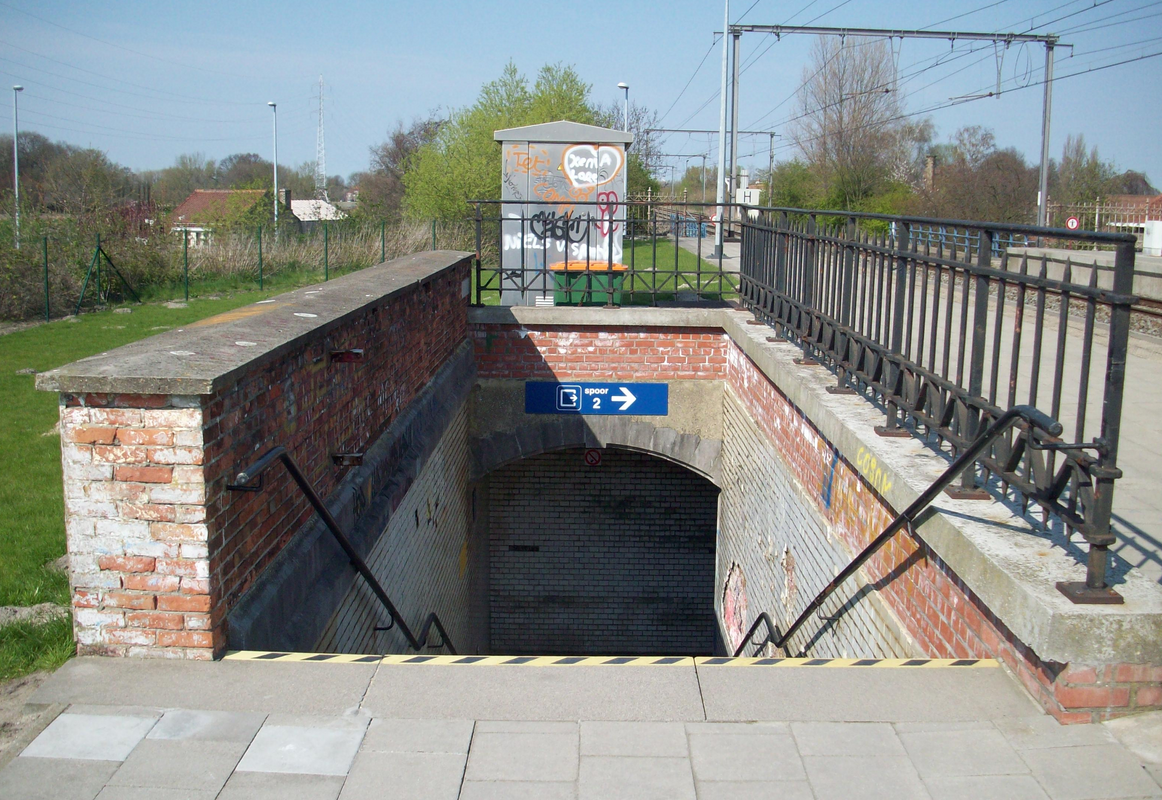
Ingang verbindingstunnel
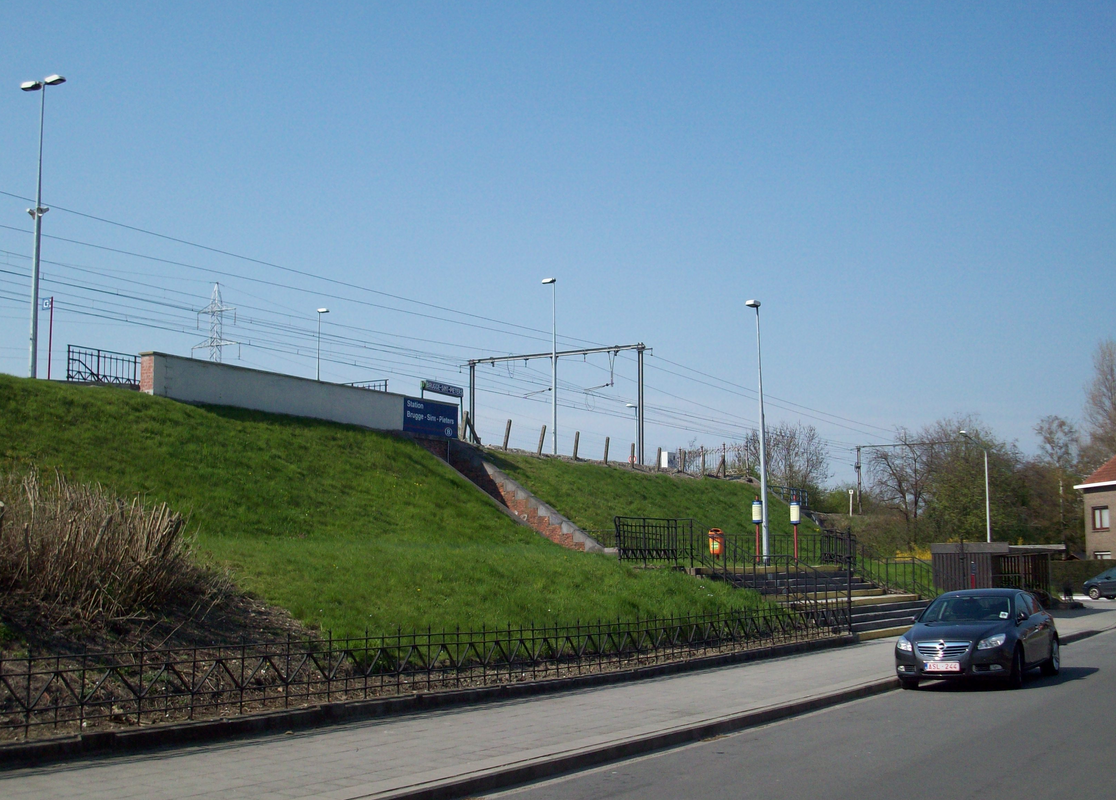
Zicht stationscomplex vanop straat
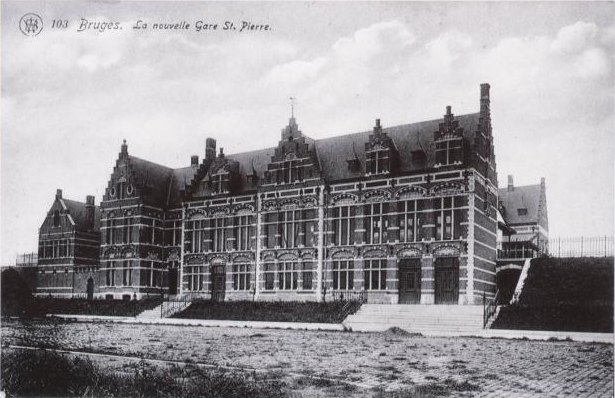
Het station van Brugge-Sint-Pieters (tot 1957)

## Treindienst
| Serie       | Treinsoort          | Route | Bijzonderheden |
| ----------- | ------------------- | --- | --- |
| L 550       | L-trein (NMBS)      | Mechelen – Dendermonde – Gent-Sint-Pieters – Brugge – Brugge-Sint-Pieters – [ Zeebrugge-Strand ] / [ Zeebrugge-Dorp ] | Rijdt in het weekend tussen Zeebrugge-Strand - Gent-Sint-Pieters. Rijdt enkel in juli en augustus in de week tussen Zeebrugge-Strand - Mechelen. |
| P 7055/8055 | Piekuurtrein (NMBS) | Zeebrugge-Dorp – Brugge-Sint-Pieters – Brugge                                                                         | 1× in de ochtend. 2× in de avond. Rijdt alleen op werkdagen. Rijdt niet in juli en augustus.                                                     |

## Reizigerstellingen
De grafiek en tabel geven het gemiddeld aantal instappende reizigers weer op een week-, zater- en zondag.
| Tabel: aantal instappende reizigers station Brugge Sint-Pieters | Tabel: aantal instappende reizigers station Brugge Sint-Pieters | Tabel: aantal instappende reizigers station Brugge Sint-Pieters | Tabel: aantal instappende reizigers station Brugge Sint-Pieters |
|                                                                 | Weekdag                                                         | Zaterdag                                                        | Zondag                                                          |
| --------------------------------------------------------------- | --------------------------------------------------------------- | --------------------------------------------------------------- | --------------------------------------------------------------- |
| 1977                                                            | 226                                                             | 43                                                              | 44                                                              |
| 1978                                                            | 239                                                             | 32                                                              | 28                                                              |
| 1979                                                            | 232                                                             | 30                                                              | 22                                                              |
| 1980                                                            | 208                                                             | 34                                                              | 20                                                              |
| 1981                                                            | 257                                                             | 37                                                              | 30                                                              |
| 1982                                                            | 227                                                             | 34                                                              | 20                                                              |
| 1983                                                            | 185                                                             | 34                                                              | 23                                                              |
| 1984                                                            | 118                                                             | 21                                                              | 18                                                              |
| 1985                                                            | 126                                                             | 48                                                              | 33                                                              |
| 1986                                                            | 122                                                             | 28                                                              | 24                                                              |
| 1987                                                            | 136                                                             | 14                                                              | 35                                                              |
| 1988                                                            | 104                                                             | 31                                                              | 35                                                              |
| 1989                                                            | 120                                                             | 25                                                              | 31                                                              |
| 1990                                                            | 108                                                             | 22                                                              | 16                                                              |
| 1991                                                            | 90                                                              | 24                                                              | 27                                                              |
| 1992                                                            | 84                                                              | 34                                                              | 22                                                              |
| 1993                                                            | 78                                                              | 28                                                              | 26                                                              |
| 1994                                                            | 93                                                              | 10                                                              | 11                                                              |
| 1995                                                            | 63                                                              | 5                                                               | 10                                                              |
| 1996                                                            | 58                                                              | 11                                                              | 11                                                              |
| 1997                                                            | 88                                                              | 21                                                              | 9                                                               |
| 1998                                                            | 67                                                              | 10                                                              | 12                                                              |
| 1999                                                            | 63                                                              | 8                                                               | 10                                                              |
| 2000                                                            | 73                                                              | 4                                                               | 4                                                               |
| 2001                                                            | 77                                                              | 13                                                              | 10                                                              |
| 2002                                                            | 69                                                              | 7                                                               | 7                                                               |
| 2003                                                            | 77                                                              | 10                                                              | 7                                                               |
| 2004                                                            | 66                                                              | 6                                                               | 16                                                              |
| 2005                                                            | 106                                                             | 5                                                               | 10                                                              |
| 2006                                                            | 70                                                              | 4                                                               | 16                                                              |
| 2007                                                            | 72                                                              | 16                                                              | 9                                                               |
| 2008                                                            | -                                                               | -                                                               | -                                                               |
| 2009                                                            | 68                                                              | 11                                                              | 8                                                               |
| 2010                                                            | -                                                               | -                                                               | -                                                               |
| 2011                                                            | -                                                               | -                                                               | -                                                               |
| 2012                                                            | 62                                                              | 10                                                              | 7                                                               |
| 2013                                                            | 67                                                              | 4                                                               | 13                                                              |
| 2014                                                            | 69                                                              | 8                                                               | 9                                                               |
| 2015                                                            | 65                                                              | 8                                                               | 10                                                              |
| 2016                                                            | 76                                                              | 17                                                              | 19                                                              |
| 2017                                                            | 95                                                              | 10                                                              | 9                                                               |
| 2018                                                            | 67                                                              | 15                                                              | 15                                                              |
| 2019                                                            | 99                                                              | 12                                                              | 7                                                               |
| 2020                                                            | 37                                                              | 175                                                             | 155                                                             |
| 2021                                                            | -                                                               | -                                                               | -                                                               |
| 2022                                                            | 131                                                             | 80                                                              | 82                                                              |
| 2023                                                            | 104                                                             | 62                                                              | 77                                                              |
| 2024                                                            | 106                                                             | 54                                                              | 52                                                              |

Assebroek ·
Brugge ·
Brugge-Dijk ·
Brugge-Dok ·
Brugge-Noord ·
Brugge-Sint-Pieters ·
Brugge-Vorming ·
Brugge-Zeehaven ·
Dudzele ·
Dudzele-Kanaal ·
Lissewege ·
Sint-Michiels ·
Steenbrugge ·
Zeebrugge-Vorming ·
Zeebrugge-Dorp ·
Zeebrugge-Strand ·
Zwankendamme
0,0: Brugge ·
3,2: Brugge-Sint-Pieters ·
5,7: Dudzele ·
8,2: Zuienkerke ·
11,4: Uitkerke ·
14,9: Blankenberge
(Brugge ·
Brugge-Sint-Pieters) · 
2,3: Dudzele-Kanaal ·
5,9: Lissewege ·
7,1: Zwankendamme ·
9,8: Zeebrugge-Dorp ·
Zeebrugge-Strand